# Qixiangxuejia Wan
Qixiangxuejia Wan (chinesisch 气象学家湾 ‚Meteorologenbucht‘) ist eine kleine Bucht im Norden von Nelson Island im Archipel der Südlichen Shetlandinseln. Sie liegt an der Ostseite der Stansbury-Halbinsel. An ihrem Ufer befindet sich eine Schutzhütte, die brasilianische Wissenschaftler errichtet haben. 
Chinesische Wissenschaftler benannten sie 1986 im Zuge von Vermessungs- und Kartierungsarbeiten.